# Ковалёва, Наталья Евгеньевна

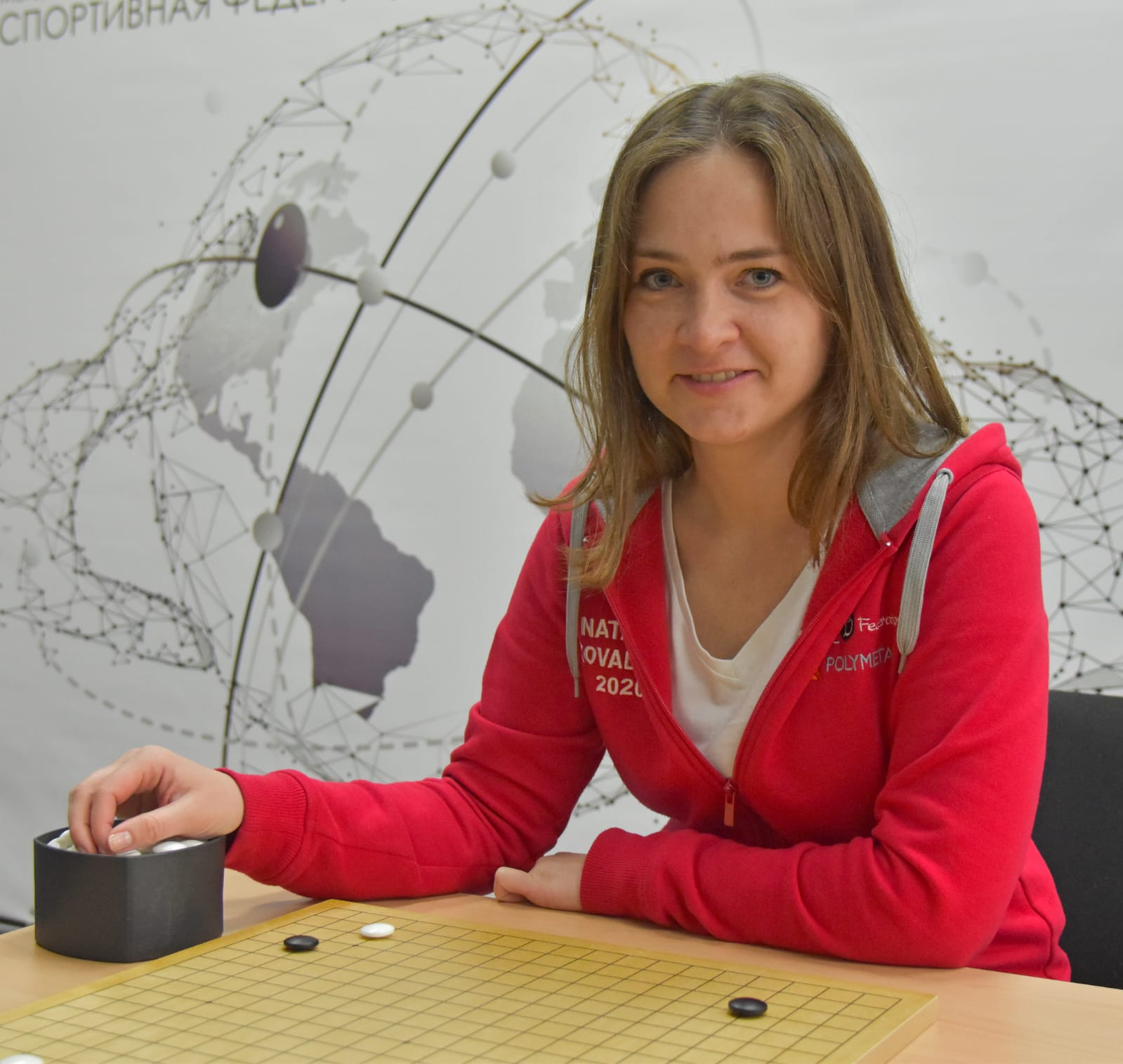

Наталья Ковалева в Магадане в июне 2022.jpg
Наталья Евгеньевна Ковалёва (род. 20 сентября 1987, Челябинск) —  1-й вице-президент Российской Федерации го.  Заслуженный мастер спорта по игре го. Многократная чемпионка России и Европы по го. Уровень игры 5 дан.

## Биография
Начала заниматься Го в возрасте 7 лет, в Челябинске, у заслуженного тренера России Панюкова Евгения Леонидовича.
В 2000 году, в возрасте 12 лет, впервые стала победительницей взрослого Чемпионата России среди женщин.
В 2012 г. Министерство спорта России присвоило звание — Заслуженный мастер спорта России.
Посол Всемирных интеллектуальных игр 2013 г. (Китай).
С 2012 входит в исполком Российской федерации го.
С 2022 г. 1-й Вице-президент Российской федерации го.
2013 - 2022 гг. Исполнительный директор Европейской федерации го.

## Личные достижения
- Чемпионка России среди женщин — 11 раз: 2000, 2002, 2003, 2004, 2007, 2008, 2014, 2016, 2021, 2023, 2024[2], 2025 годах.
- Чемпионка России в парном Го — 9 раз: 2007, 2008, 2009, 2015, 2017, 2018, 2019, 2021, 2023[3] годах.
- Чемпионка России в составе женской команды Челябинской области в 2024 году.
- Чемпионка Европы среди женщин — 5 раз: 2007, 2013, 2016, 2018, 2020 годах.
- Чемпионка Европы в парной категории — 8 раз: 2006, 2007, 2008, 2009, 2010, 2017, 2019, 2021[4].
- Победительница Кубка России: 2008 год.
- 4 место в турнире по парному Го на Всемирных интеллектуальных играх IMSA World Masters в Китае 2019 (в паре с Ильей Шикшиным).